# Pitanza (pan)
La pitanza es un tipo de pan típico del pueblo de Librilla (Murcia, España) de forma redondeada y de 200 g de peso aproximado. Es, además, bendecido por el párroco.
Es usado como atractivo principal del "Día de las Pitanzas", que se celebra cada año el 22 de agosto durante las fiestas de San Bartolomé, en la localidad de Librilla, durante el cual, desde los balcones del ayuntamiento, es lanzado a millares hasta la gente que se sitúa en la plaza para recogerlos.

## Tradición

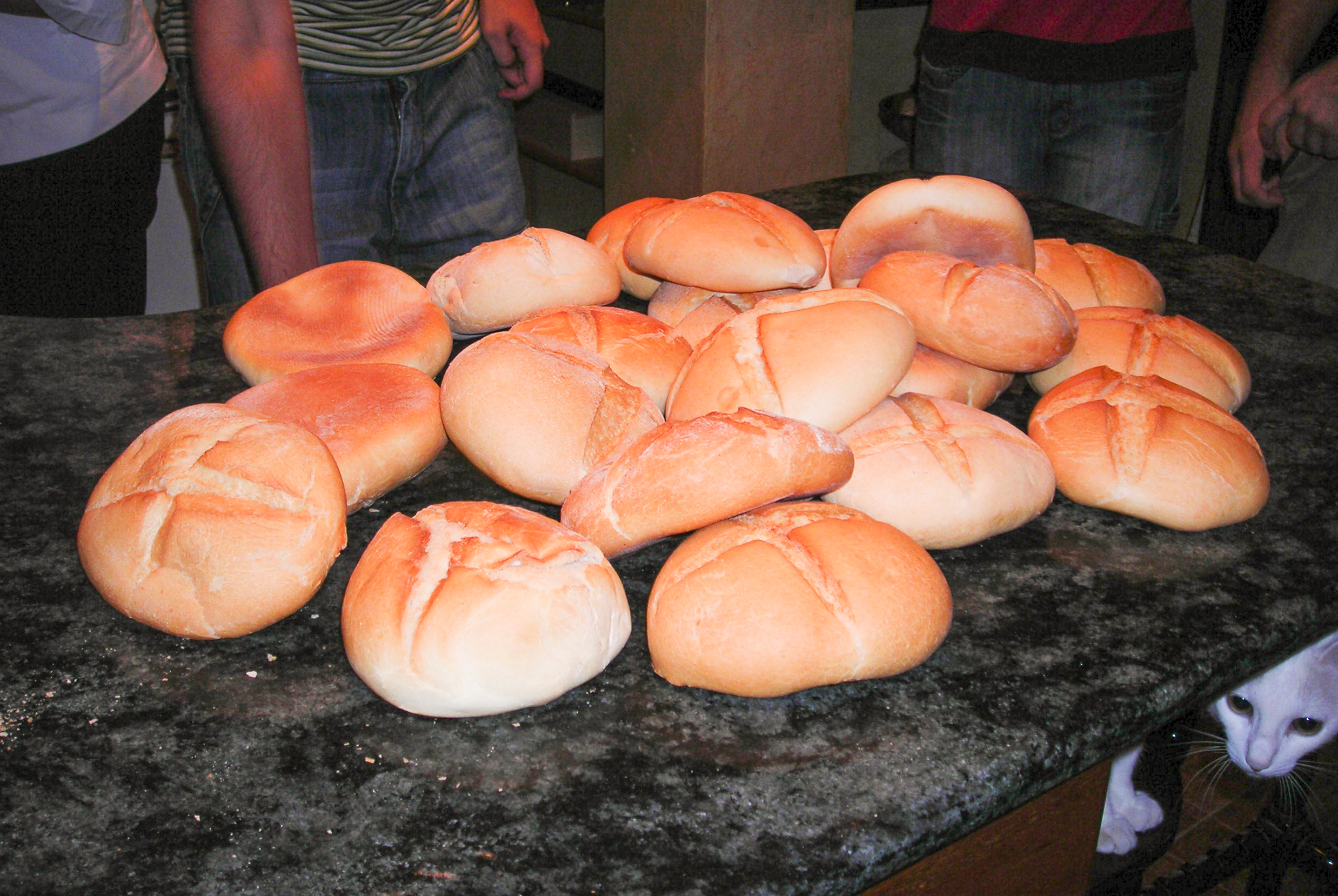
Algunas pitanzas sobre la mesa después de su recogida.

La historia de esta costumbre se remonta hasta la época medieval, en la cual hubo un año especialmente malo durante el que no llovió nada debido a una terrible sequía que azotó la zona, por lo cual no había casi comida para las gentes del pueblo. Entonces, los gobernantes decidieron juntar toda la harina de todas las casas del pueblo y amasar con ella las famosas pitanzas, y así, alimentar a todos los habitantes por igual.

## Componentes y elaboración
La harina de trigo es rica en gluten y por ello importante para crear una textura esponjosa. Es corriente también la mezcla de harinas de trigo con otros cereales pobres de gluten, incluso es habitual que se mezclen harinas de trigo de diferentes procedencias.
Es frecuente que el pan se sazone con sal: la sal no solo sirve para sazonar, además de darle sabor sirve para darle consistencia a la masa.
La elaboración del pan se hace combinando la harina y el agua con un agente, generalmente levadura, que produce la fermentación y subida de la masa, en un proceso que dura tres horas. 
La masa se divide para obtener piezas de tamaño y forma similar con pesos bastante homogéneos o sea de igual peso, dándole posteriormente esa forma redonda tan característica. Una vez moldeado, se le practican dos incisiones en la parte de arriba a modo de cruz latina.
La última fase del proceso de elaboración de las pitanzas es el horneado, se suele realizar en hornos que tradicionalmente eran de leña y que hoy son de electricidad o gas. La cocción se realiza a temperaturas comprendidas entre 210° y 250 °C, según el tipo de
horno. Su duración oscila entre 12 y 16 minutos.
Antes de su lanzamiento desde el ayuntamiento, el párroco bendice las toneladas de pitanzas y las lanzan al pueblo.
- Datos: Q5798421